# Longitarsus apicalis
Longitarsus apicalis  (лат.) — вид листоедов (Chrysomelidae) из подсемейства козявок (Galerucinae). Распространён с Северной, Восточной и Центральной Европе на запад до юго-запада Франции, от Греции на восток до Каспийского моря.

## Аберрация и вариетет
- вариетет: Longitarsus apicalis var. 4-maculatus Weise, 1888
- аберрация: Longitarsus apicalis ab. borealis Kolbe, 1920